# Krotoszyn (gmina)
Krotoszyn – gmina miejsko-wiejska w województwie wielkopolskim, w powiecie krotoszyńskim. W latach 1975–1998 gmina położona była w województwie kaliskim.
Siedzibą gminy jest Krotoszyn.
Według danych z 30 czerwca 2004 gminę zamieszkiwało 40 307 osób. Natomiast według danych z 31 grudnia 2017 roku gminę zamieszkiwało 40 593 osób.

## Struktura powierzchni
Według danych z roku 2002 gmina Krotoszyn ma obszar 255,52 km², w tym:
- użytki rolne: 64%
- użytki leśne: 28%

Gmina stanowi 35,78% powierzchni powiatu.

## Demografia

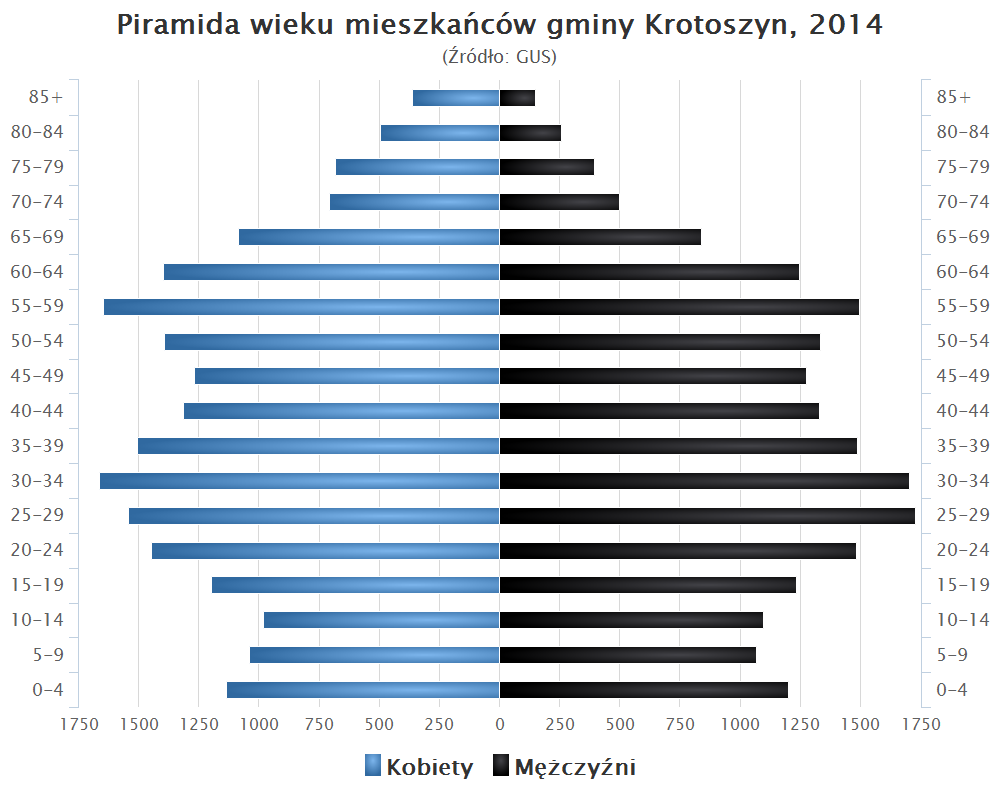
Piramida wieku mieszkańców gminy Krotoszyn w 2014 roku

Dane z 30 czerwca 2004:
| Opis                              | Ogółem | Ogółem | Kobiety | Kobiety | Mężczyźni | Mężczyźni |
| --------------------------------- | ------ | ------ | ------- | ------- | --------- | --------- |
| jednostka                         | osób   | %      | osób    | %       | osób      | %         |
| populacja                         | 40 307 | 100    | 20 827  | 51,7    | 19 480    | 48,3      |
| gęstość zaludnienia (mieszk./km²) | 157,7  | 157,7  | 81,5    | 81,5    | 76,2      | 76,2      |

## Sołectwa
Baszyny, Benice, Biadki, Bożacin, Brzoza, Chwaliszew, Durzyn, Duszna Górka, Dzierżanów, Gorzupia, Janów, Jasne Pole, Kobierno, Lutogniew, Nowy Folwark, Orpiszew, Osusz, Raciborów, Romanów, Roszki, Różopole, Smoszew, Świnków, Tomnice, Unisław, Ustków, Wielowieś, Wronów, Wróżewy

## Miejscowości niesołeckie
Baran, Brzezinka, Chmielnik, Dąbrowa, Jastrzębiec, Jaźwiny, Jelonek, Jobki, Łówkowiec, Miłowiec, Odrodzenie, Piaski, Pustkowie Jędrzejewskie, Rąbież, Rozdrażewek, Roszki-Bór, Rudy, Ryczków, Salnia, Sędziszew, Sobki, Sokołówka, Stare Budy, Stary Las, Teresiny, Ugrzele, Witki, Zofiówka.

## Sąsiednie gminy
Dobrzyca, Kobylin, Koźmin Wielkopolski, Ostrów Wielkopolski, Pogorzela, Raszków, Rozdrażew, Sulmierzyce, Zduny